# Esselen

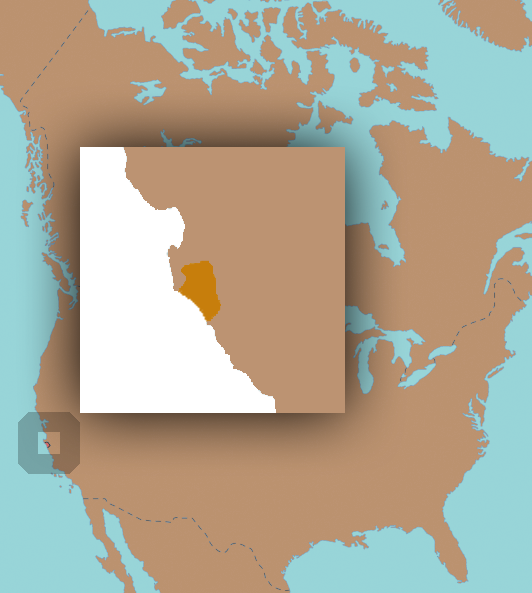
Distribución de los esselen.

Los esselen fueron habitantes nativos de los Estados Unidos, en lo que actualmente se llama Big Sur, en la costa central de California. Las evidencias arqueológicas y lingüísticas indican que su territorio se extendía mucho más hacia el norte, llegando a la zona de la actual Área de la Bahía de San Francisco, hasta que fueron desplazados por la llegada de los ohlone hace unos 2,500-4,500 años.
Los esselen residían en las cabeceras de los ríos Carmel y Arroyo Seco, y en la costa del Big Sur. También había asentamientos en las montañas costeras. Vivían en una de las áreas más hermosas de la costa del Pacífico, entre secuoyas, acantilados y espectaculares playas. Eran cazadores recolectores que residían en pequeños grupos sin autoridad política centralizada.

## Población
Las estimaciones sobre las poblaciones nativas de California anteriores al contacto con los europeos han variado sustancialmente. Alfred Kroeber (1925:883) sugería una población de 500 esselen en 1770. Sherburne F. Cook (1976:186) subió su estimación a 750. Un cálculo más reciente es el de 1,185-1,285 en 1770.
Los esselen fueron integrados en la población de la Misión San Carlos Borromeo de Carmelo,en el actual Carmel, California, donde muchos murieron por enfermedades, desmoralización, mala comida, y trabajo excesivo. 

## Idioma
(ver Idioma esselen)